# Robert Marx (Rechtsanwalt)
Robert Marcus Marx (geboren 8. April 1883 in Berlin; gestorben 12. Dezember 1955 in Paris) war ein deutscher Rechtsanwalt und Syndikus.

## Werdegang
Robert Marx kam als Sohn des Bankiers Benjamin Marx und der Dorothea Katharina Marx, geborene Edinger (1859–1942) zur Welt. Nach dem Abitur 1901 studierte er in Freiburg im Breisgau, Genf und Berlin Rechtswissenschaft und promovierte 1908. Ab 1913 war er Landrichter in Essen, von 1914 bis 1918 leistete er im Rang eines Offiziers Kriegsdienst. Ab 1921 war er als Richter beurlaubt und deutscher Vertreter beim Schiedsgericht der Internationalen Handelskammer in Paris und arbeitete als Rechtsbeistand auch für die Deutsche Botschaft Paris und für die evangelisch-lutherische Kirche. Während der Ruhrbesetzung 1923 war er als Verteidiger an französischen Kriegsgerichten in Recklinghausen und Düsseldorf tätig und war unter anderem Verteidiger von Albert Leo Schlageter.

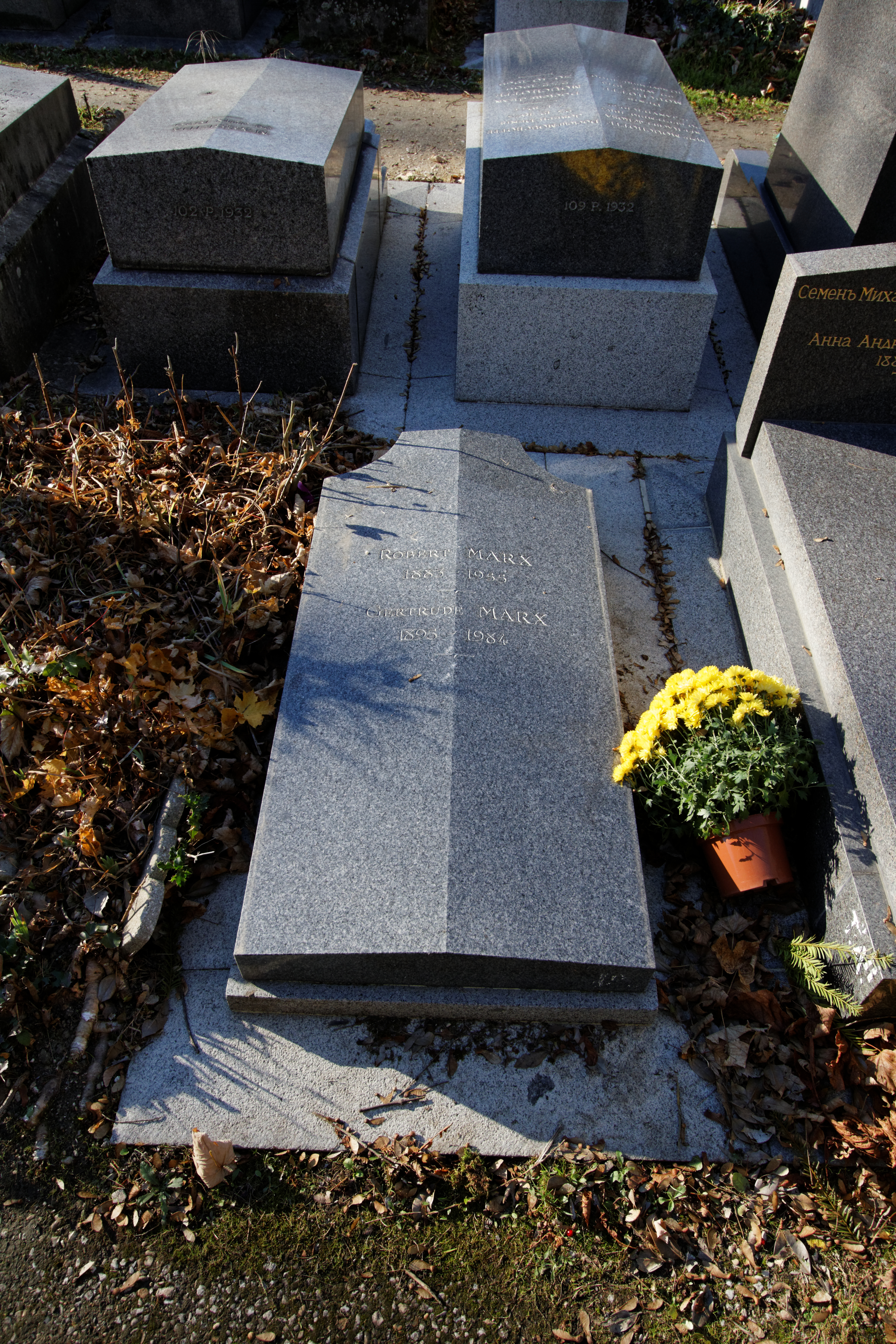
Grab von Robert Marx, Père-Lachaise.

Nach der Machtübergabe an die Nationalsozialisten 1933 konnte er aufgrund des Frontkämpferprivilegs in seiner Stelle bleiben, er erhielt dann 1935 mit den Nürnberger Gesetzen als Jude ein Berufsverbot als beamteter Richter und verlor die Aufgaben in Paris. Marx lebte weiter mit seiner Familie in Paris. 
1941 wurde Marx ausgebürgert und musste wertvolle Gemälde notverkaufen. Während des Zweiten Weltkriegs ging er zunächst in das unbesetzte Gebiet Frankreichs, dann nach Monaco. Nach Gründung der Bundesrepublik war er von 1953 bis 1955 erneut Vertreter im Gemischten Schiedsgericht.

## Ehrungen
- 1952: Großes Verdienstkreuz der Bundesrepublik Deutschland